# 전싱구

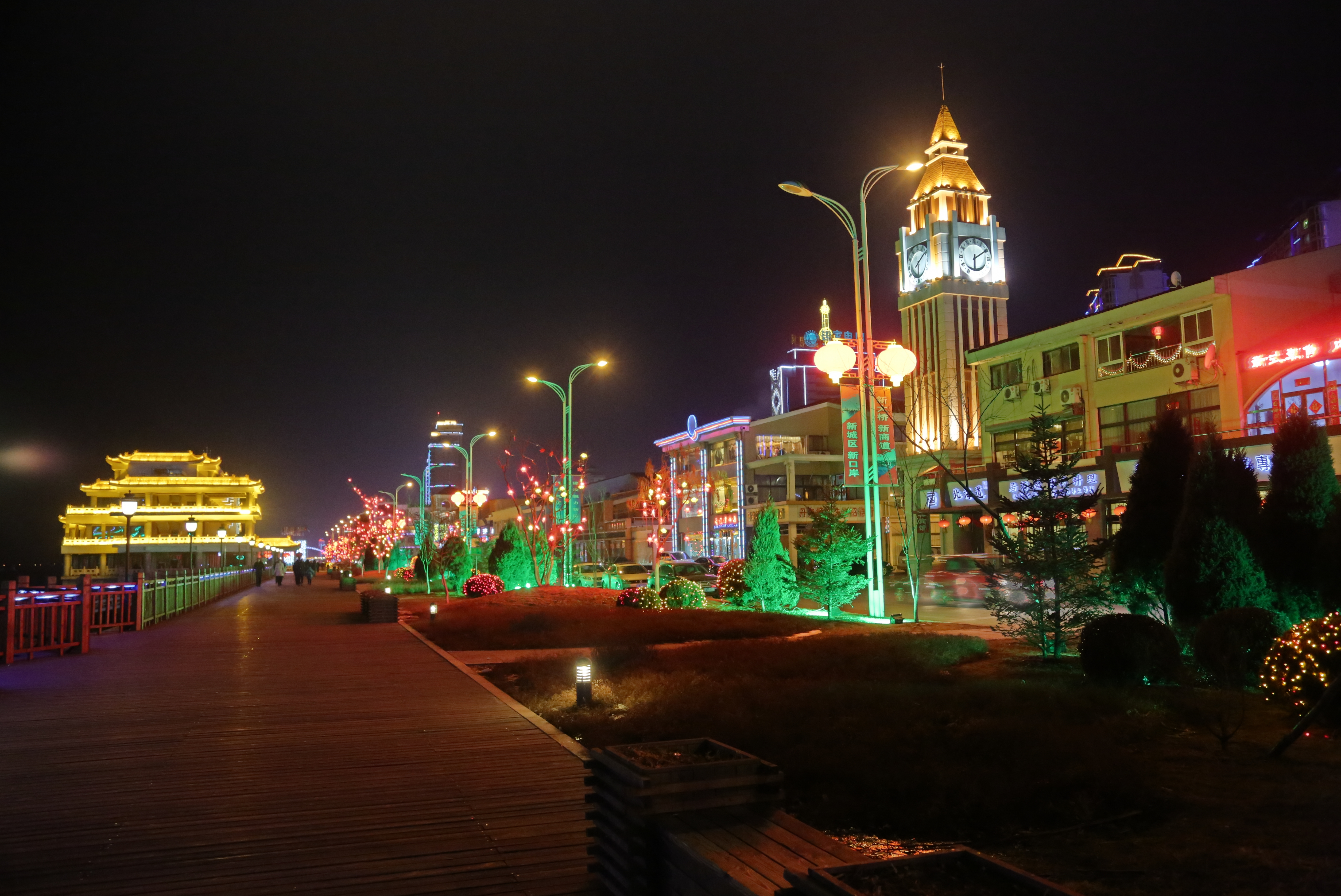

전싱구(한국어: 진흥구, 중국어: 振兴区, 병음: Zhènxīng Qū)는 중화인민공화국 랴오닝성 단둥 시의 행정구역이다. 넓이는 80km2이고, 인구는 2007년 기준으로 400,000명이다.

## 행정 구역
6개 가도, 1개 진, 2개 향을 관할한다.
- 가도: 头道桥街道, 站前街道, 临江街道, 六道沟街道, 帽盔山街道, 纤维街道.
- 진: 浪头镇, 安民镇.